# Футурама
«Футура́ма» (англ. Futurama — игра слов от англ. future — «будущее» и англ. panorama — «панорама») — американский научно-фантастический сатирический мультсериал для взрослых, созданный в студии 20th Century Fox Мэттом Грейнингом и Дэвидом Коэном, авторами мультсериала «Симпсоны». 9 февраля 2022 года было объявлено, что стриминговый сервис Hulu возрождает сериал и уже заказал 20 новых серий. 27 июня 2023 года вышел трейлер нового сезона. Премьера восьмого сезона состоялась 24 июля 2023.
В большинстве серий действие сериала происходит в Новом Нью-Йорке в XXXI веке. Использование будущего времени позволяло авторам шоу вносить в него идеи и события из популярной фантастики XX века.

## История
В США сериал демонстрировался по Fox Network с 28 марта 1999 года по 10 августа 2003 года.
В 2006—2009 годах продолжение сериала было выпущено в виде четырёх полнометражных фильмов, вышедших непосредственно на DVD.
С января 2008 года сеть Comedy Central в США транслировала повторы старых эпизодов сериала и новые полнометражные фильмы, разбитые для показа на несколько эпизодов.
С июня 2010 года продолжали выходить новые эпизоды: 24 июня 2010 года состоялась премьера 1-й серии 6-го сезона, в марте 2011 года был анонсирован 7-й сезон, состоящий из 26 серий, стартовавший 21 июня 2012 года.
В 2013 году руководство телеканала Comedy Central решило не продлевать контракт с создателями «Футурамы», отказавшись от восьмого сезона мультсериала, который по плану должен был стартовать в 2014 году. Создатель «Футурамы» Мэтт Грейнинг и исполнительный продюсер Дэвид Коэн надеялись найти новых инвесторов, однако была вероятность, что сериал, который закрывали уже во второй раз, всё же прекратит существование.
В России показ шёл по телеканалу REN-TV, первая серия «Футурамы» была показана 10 декабря 2001 года, а с 2007 года сериал транслировался на канале 2x2.
В русской версии все мужские персонажи озвучивал Борис Быстров, а все женские — Ирина Савина (в некоторых сериях её заменяла Людмила Гнилова). В 6 сезоне к ним добавился Александр Коврижных.
В России первый полнометражный фильм на DVD был выпущен компанией «20 Век Фокс СНГ» 5 июня 2008 года. Выход второго полнометражного фильма состоялся 24 июля, премьера третьего фильма состоялась 3 ноября, премьера четвёртого — 23 февраля 2009 года.
Также существует 30-минутный рекламный ролик «Потерянное приключение» (The Lost Adventure) к игре «Футурама», снятый в 2008 году. Эта серия из дополнительных материалов к DVD «Футурама: Зверь с миллиардом спин» является рекламным роликом к игре Futurama, вышедшей в августе 2003 года на платформах PlayStation 2 и Xbox. Премьера 6-го сезона в России прошла 23 марта 2011 года на канале 2×2. С 24 августа на канале 2х2 начали показывать новые серии 6 сезона, начиная с 16 серии (14 и 15 серии были ранее показаны в июле).
С 8 по 29 октября 2013 года на канале 2х2 транслировали первую половину 7 сезона (были показаны все серии 2012 года). В новом сезоне снова присутствует двухголосная озвучка (Борис Быстров и Ирина Савина), аналогичная старой озвучке канала Ren-TV.
С 21 апреля по 13 мая 2014 года на канале 2х2 транслировалась вторая половина 7 сезона.
Слухи о закрытии «Футурамы» бороздили интернет ещё с 16 марта: тогда анонимный источник из Rough Draft Studios прислал администратору сайта «Futurama Madhouse» электронное письмо, в котором заявил, что добра на продление сериала нет, как нет и официального закрытия, а также: «Спасибо, что были с нами». К письму была приложена прощальная групповая фотография (недоступная ссылка).
23 апреля 2013 обнародовано официальное заявление о том, что эпоха «Футурамы» на «Comedy Central» закончилась, а седьмой сезон — последний в истории сериала. Кроме того, объявлено, что эпизоды, которые выйдут этим летом, — лучшие из всех созданных. Кстати, из того же интервью стали известны все гостевые звёзды: Ларри Бёрд, Сара Силверман, Джордж Такей, Адам Уэст, Дэн Кастелланета и Бёрт Уорд. Коэн и компания были не удивлены, так как находились в состоянии готовности к этому моменту ещё с последней полнометражки и считают, что шоу продержалось дольше, чем ожидалось. Канал Comedy Central выпустил официальный пресс-релиз с той же новостью.
В начале июля 2017 года Дэвид Коэн, отвечая на вопросы в официальном блоге проекта на Reddit, сообщил о продолжении работы над франшизой. По обещаниям Коэна, подробности будут опубликованы до конца лета. Однако он призвал поклонников сериала не надеяться на что-то значительное и пояснил, что речь не идёт ни о новых эпизодах, ни о полнометражных сериях.

Цитата: 
There are no new TV episodes or movies in the pipeline at the moment… HOWEVER, here and now I promise a different avenue of exciting Futurama news later this summer, no kidding. Keep your expectations modest and you will be pleased, possibly. I am not allowed to say more or I will be lightly phasered. — David X. Cohen
Тогда же в блоге было объявлено о выходе игры Futurama: Worlds of Tomorrow для устройств под управлением iOS и Android.
14 сентября 2017 года вышла 42-минутная радиопостановка под названием «Radiorama», по сценарию Коэна и Грейнинга. В работе приняли участие артисты, озвучивавшие персонажей в оригинальном проекте.
В феврале 2022 года видеосервис Hulu объявил о старте производства двадцати получасовых эпизодов, премьера которых запланирована на 2023 год. Весь основной актёрский состав оригинального шоу вернулся к работе над проектом, включая Джона Ди Маджо, изначально отказавшегося от участия из-за недовольства гонораром, но позже изменившего своё решение.18 мая 2023 года Hulu опубликовал тизер восьмого сезона, в конце которого объявили дату премьеры — 24 июля 2023 года.
В ноябре 2023 года видеосервис Hulu продлил «Футураму» ещё на два сезона. Каждый из сезонов будет по 10 серий.

## Сюжет
| Сезон | Серии | Серии | Даты показа      | Даты показа      | Даты показа    |
| Сезон | Серии | Серии | Первая серия     | Последняя серия  | Канал          |
| ----- | ----- | ----- | ---------------- | ---------------- | -------------- |
| 1     | 13    | 13    | 28 марта 1999    | 14 ноября 1999   | Fox            |
| 2     | 19    | 19    | 21 ноября 1999   | 3 декабря 2000   | Fox            |
| 3     | 22    | 22    | 21 января 2001   | 8 декабря 2002   | Fox            |
| 4     | 18    | 18    | 10 февраля 2002  | 10 августа 2003  | Fox            |
| 5     | 16    | 16    | 23 марта 2008    | 30 августа 2009  | Comedy Central |
| 6     | 26    | 13    | 24 июня 2010     | 21 ноября 2010   | Comedy Central |
| 6     | 26    | 13    | 23 июня 2011     | 8 сентября 2011  | Comedy Central |
| 7     | 26    | 13    | 20 июня 2012     | 29 августа 2012  | Comedy Central |
| 7     | 26    | 13    | 19 июня 2013     | 4 сентября 2013  | Comedy Central |
| 8     | 10    | 10    | 24 июля 2023     | 25 сентября 2023 | Hulu           |
| 9     | 10    | 10    | 29 июля 2024     | 30 сентября 2024 | Hulu           |
| 10    | 10    | 10    | 15 сентября 2025 | 15 сентября 2025 | Hulu           |

Сериал начинается с того, что разносчик пиццы из Нью-Йорка Филипп Дж. Фрай случайно был заморожен в криогенной камере в 00 часов 00 минут 00 секунд 1 января 2000 года и разморожен ровно 1000 лет спустя — 31 декабря 2999 года. Фрай оказывается в далёком будущем в городе Новый Нью-Йорк.
Первым, с кем знакомится Фрай, становится девушка-циклоп Туранга Лила, работающая специалистом, определяющим вид профессиональной деятельности человека на всю его жизнь. Данная информация заносится в специальный чип, который вживляется под кожу. Однако оказывается, что лучшее применение для Фрая — это стать курьером, а он всегда ненавидел свою работу. Тогда Фрай сбегает и начинает исследовать улицы Нового Нью-Йорка, где знакомится с роботом Бендером. В конце концов, их обоих находит Лила, к тому времени уже отказавшаяся от работы инспектором под влиянием Фрая, и втроём они направляются к определённому по тесту ДНК живому потомку Филипа (его многократному правнучатому племяннику) Хьюберту Фарнсворту — 160-летнему гениальному учёному-склеротику, который берёт их на работу в свою небольшую компанию «Межпланетный экспресс» (англ. Planet Express), специализирующуюся на межгалактических грузоперевозках, на должность курьеров. «Межпланетный экспресс» — это маленький бизнес профессора, окупающий его гениальные, но иногда весьма сомнительные исследования и изобретения.
Сериал показывает приключения Фрая, Лилы, робота Бендера и многих других персонажей, связанные как с полётами в космос, так и с личностями героев.

## Персонажи

Все основные персонажи за столом в «Межпланетном экспрессе» (серия The Farnsworth Parabox), слева направо, сверху вниз, по часовой стрелке: Профессор Хьюберт Фарнсворт, Гермес Конрад, Эми Вонг, Туранга Лила, Бендер «Сгибальщик» Родригес, Филип Дж. Фрай, Доктор Зойдберг.

Действие мультфильма «Футурама» сосредоточено вокруг семи персонажей, работающих в компании по доставке грузов «Межпланетный экспресс».
| Персонаж            | Озвучивает      | Сезоны          | Сезоны          | Сезоны          | Сезоны          | Сезоны          | Сезоны          | Сезоны          | Сезоны          | Сезоны          | Сезоны          | Сезоны          | Сезоны          |
| Персонаж            | Озвучивает      | 1               | 2               | 3               | 4               | 5               | 5               | 5               | 5               | 6               | 7               | 8               | 9               |
| Персонаж            | Озвучивает      | 1               | 2               | 3               | 4               | БКБ             | ЗсМС            | ИБ              | ВДЗД            | 6               | 7               | 8               | 9               |
| Основной состав     | Основной состав | Основной состав | Основной состав | Основной состав | Основной состав | Основной состав | Основной состав | Основной состав | Основной состав | Основной состав | Основной состав | Основной состав | Основной состав |
| ------------------- | --------------- | --------------- | --------------- | --------------- | --------------- | --------------- | --------------- | --------------- | --------------- | --------------- | --------------- | --------------- | --------------- |
| Филип Дж. Фрай      | Билли Уэст      | Постоянно       | Постоянно       | Постоянно       | Постоянно       | Постоянно       | Постоянно       | Постоянно       | Постоянно       | Постоянно       | Постоянно       | Постоянно       | Постоянно       |
| Туранга Лила        | Кэти Сагал      | Постоянно       | Постоянно       | Постоянно       | Постоянно       | Постоянно       | Постоянно       | Постоянно       | Постоянно       | Постоянно       | Постоянно       | Постоянно       | Постоянно       |
| Бендер              | Джон Ди Маджо   | Постоянно       | Постоянно       | Постоянно       | Постоянно       | Постоянно       | Постоянно       | Постоянно       | Постоянно       | Постоянно       | Постоянно       | Постоянно       | Постоянно       |
| Профессор Фа́рнсворт | Билли Уэст      | Постоянно       | Постоянно       | Постоянно       | Постоянно       | Постоянно       | Постоянно       | Постоянно       | Постоянно       | Постоянно       | Постоянно       | Постоянно       | Постоянно       |
| Доктор Зойдберг     | Билли Уэст      | Также в ролях   | Также в ролях   | Также в ролях   | Также в ролях   | Постоянно       | Постоянно       | Постоянно       | Постоянно       | Постоянно       | Постоянно       | Постоянно       | Постоянно       |
| Эми Вонг            | Лорен Том       | Также в ролях   | Также в ролях   | Также в ролях   | Также в ролях   | Постоянно       | Постоянно       | Постоянно       | Постоянно       | Постоянно       | Постоянно       | Постоянно       | Постоянно       |
| Гермес Конрад       | Фил Ламарр      | Также в ролях   | Также в ролях   | Также в ролях   | Также в ролях   | Постоянно       | Постоянно       | Постоянно       | Постоянно       | Постоянно       | Постоянно       | Постоянно       | Постоянно       |
| Киф Крокер          | Морис Ламарш    | Г               | Периодически    | Периодически    | Периодически    | Постоянно       | Постоянно       | Г               | Постоянно       | Постоянно       | Постоянно       | Постоянно       | Постоянно       |
| Зепп Бранниган      | Билли Уэст      | Г               | Периодически    | Периодически    | Периодически    | Постоянно       | Постоянно       | Г               | Пос.            | Также в ролях   | Также в ролях   | Также в ролях   | Также в ролях   |
| Зубастик            | Фрэнк Уэлкер    | Г               | Пер.            | Г               | Пер.            | Пос.            | Does not appear | Пос.            | Г               | Также в ролях   | Также в ролях   | Также в ролях   | Does not appear |
| Мамочка             | Тресс Макнилл   | Гость           | Гость           | Гость           | Гость           | Гость           | Гость           | Пос.            | АВП             | Периодически    | Периодически    | Пос.            | Пос.            |
| Скраффи             | Дэвид Херман    | Гость           | Гость           | Периодически    | Периодически    | АВП             | АВП             | АВП             | АВП             | Также в ролях   | Также в ролях   | Пос.            | Пос.            |

Помимо основных персонажей в мультсериале появляется множество второстепенных.

## Место действия

Логотип компании «Межпланетный экспресс»

Место действия сериала используется как удобный фон для юмора и для сатиры на современное общество, а также для пародирования жанра научной фантастики.
Для достижения этой цели авторы иногда сознательно допускают противоречия между сериями. Например, в одной серии говорится, что глобальное потепление Земли было в прошлом сведено на нет ядерной зимой, а в серии «Crimes of the Hot» основной проблемой становится продолжающееся глобальное потепление.
Ретрофутуристичный мир «Футурамы» — это не утопия, но и не антиутопия. Мир будущего здесь не рисуется идеальным, люди по-прежнему имеют дело со многими основными проблемами XX века. Будущее в сериале во многом похоже на настоящее: те же политические фигуры и знаменитости остаются в живых в виде голов в стеклянных банках; телевидение остаётся основным способом развлечения; Интернет по-прежнему заполнен порнографией и спамом, остаётся проблема глобального потепления, бюрократии, алкоголизма и т. д.
Расовые проблемы 3000 года сосредоточены вокруг взаимоотношений между людьми, инопланетянами, мутантами и роботами.
Особое место на Земле занимает проблема огромной численности сверхразумных/сверхнедееспособных роботов, таких как бездомные роботы или малолетние роботы-сироты. Обычно они довольно ленивы и грубы и часто не желают помогать своим создателям-людям.
Несмотря на всё это, мир «Футурамы» демонстрирует ряд технологических улучшений, разработанных к 3000 году. Колесо, использовавшееся в транспорте, практически полностью вытеснила технология, позволяющая транспорту летать (парить). Помимо роботов, космических кораблей и летающих зданий, профессор Фарнсворт представляет множество новых изобретений, таких как «нюхоскоп», машина «что-если» и «парабокс», а также профессор создал машину времени, путешествующую только вперёд. Среди менее вдохновляющих инноваций XXXI века можно назвать будки самоубийств (в первой серии сериала упоминается, что они работают с 2028 года) — прямая отсылка к роману Р. Шекли — «Корпорация „Бессмертие“», Сойлент-колу, в которую добавляют человеческие тела (название взято из фантастического фильма «Зелёный сойлент»), а также энергетический напиток «Слёрм» (англ. Slurm), изготавливаемый из выделений огромного червя.

### Лингвистика

Буквы инопланетян с эквивалентами латинского алфавита

Вселенная «Футурамы» также делает несколько смелых предсказаний по поводу будущего лингвистики. В серии «A Clone of My Own» (и «Space Pilot 3000») подразумевается, что французский уже является мёртвым языком и что официальным языком французов стал английский (во французском переводе «Футурамы» в качестве мёртвого языка упоминается немецкий, а в украинском — иврит).
В надписях на заднем плане часто используются два «инопланетных» алфавита. Первый представляет собой простую подстановку один-к-одному для латинского алфавита, второй — немного более сложный код, использующий логическое сложение. Такие надписи скрывают ещё один слой шуток для фанатов сериала, которые потратили время на декодирование сообщений. Например, в четвёртой серии второго сезона (Fry and the Slurm Factory) в рекламе Слёрма говорится о том, что можно выиграть круиз, найдя призовую крышечку в банке. Далее следует надпись на «инопланетном» алфавите: «The following species are ineligible: space wasps, space beavers, any other animal with the word „space“ in front of it, space chickens, and the elusive Yak-Face», что можно перевести как «Следующие существа лишены права на участие в акции: космические осы, космические бобры, другие существа со словом „космический“ в начале, космо-куры, а также неуловимый Yak-Face (досл. — иллюзорное — воображаемое существо с лицом яка)».
Во втором сезоне в серии «Война — адское слово» на крыше медпункта на «инопланетном», в переводе на русский, написано «Мясо».
В седьмой серии третьего сезона на стенах «Зала вечности» надпись на «инопланетном» — «yummy tummy», название песни (Yummy in my Tummy), которая также исполняется в мультсериале «Симпсоны». Также во втором сезоне в серии «The Lesser of two evils» («Меньшее из двух зол») в Past-o-Rama встречается табличка с надписью «Laser tentacle surgery», что переводится как «Лазерная хирургия щупалец».

### Межгалактические связи
Демократический союз планет (англ. Democratic Order Of Planets, DOOP, созвучно английскому "dupe" - простофиля, дурак. Например, присказка Супер-Пупер, в английском оригинале звучит как Super-Duper, с намёком на ущербность предмета, т.е. авторы намекают на бесполезность ООН) был создан в 2945 году, после Второй галактической войны (прямая параллель по отношению к Объединённой федерации планет из сериала Star Trek или ООН после Второй мировой в 1945 г.). Эта организация включает в себя Землю и множество других миров. Обитатели планеты Омикрон Персей VIII часто вступают в конфликт с DOOP. Логотип является амбиграммой.
Несмотря на наличие DOOP, межпланетные связи очень слабы, постоянно происходят войны, вторжения (часто — плохо спланированные) и столкновения по любому поводу.

### Время действия
Завязка начинается 31 декабря 2999 года, основное действие разворачивается на протяжении нескольких лет, начиная с 3000 года, далее следует разрыв в три года, за ним — события полнометражных фильмов, действие седьмого сезона происходит в 3012—3013 годах, восьмой сезон начинается 24 июля 3023 года.

## Второе средневековье
В 2308 году инопланетяне разрушают Нью-Йорк. Люди начали жить как дикари, а тем временем в природе начали расти ёлки и остальные деревья, здания уходили под землю. Спустя 20 лет началось Второе средневековье. Люди строили деревянные или каменные замки. Ездили на страусах и пользовались мечами, а на севере передвигались на моржах, и пользовались пистолетами. В 2400 году вернулись инопланетяне и разрушили все замки. В 2423 году люди основали Нью-Нью-Йорк.

## Создание сериала
«Футурама» получила своё имя от экспозиции фирмы General Motors на выставке New York World’s Fair 1939 года. Экспозиция демонстрировала видение будущего — мира 1960-х, её основной темой были автомагистрали между штатами, связывающие все штаты США. На той же выставке был представлен телевизор Фило Фарнсуорта (англ. Philo Farnsworth), профессор Фарнсворт был назван в его честь.
Сериал озвучивали: Билли Вест (англ. Billy West), Кэти Сагал (англ. Katey Sagal), Джон Ди Маджо (англ. John DiMaggio), Морис Ламарш, Лоурэн Том (англ. Lauren Tom), Фил Ламарр и Тресс Макнилл. Фил Хартман (англ. Phil Hartman) был выбран в качестве озвучивающего актёра, но он погиб ещё до начала производства. Первоначально персонаж по имени Филип Джей Фрай должен был называться Кёртис, но его имя было изменено в дань памяти Хартману.
Космические корабли и задний план во многих сценах были сделаны с использованием трёхмерной компьютерной графики (сел-шейдинг, как в игре Borderlands). Сцены сначала рисовались вручную, а затем переносились в 3D. Это обеспечивало сохранение правильной геометрии окружения и персонажей при движении камеры (например, в начале каждой серии, когда камера облетает здание «Межпланетного экспресса»).

## Серии
По состоянию на 4 сентября 2013 сериал насчитывает 140 серий по 20 минут каждая, причём один полнометражный мультфильм считается за 4 серии. Хотя «Футурама» выходила в течение семи сезонов, на самом деле было всего шесть производственных сезонов (и именно так организованы серии на DVD). Из-за множества перетасовок телепрограммы и показа внеочередных программ получилось так, что у Fox осталось достаточно непоказанных серий для ещё одного полного года. 6-й производственный сезон также был разбит на 2 части, вторая часть транслировалась в 2011 году.
72-я серия, «The Devil's Hands Are Idle Playthings», была показана в США 10 августа 2003 года. Этой серией заканчивается пятый телевизионный (и четвёртый производственный) сезон и мог закончиться сериал в целом. Серия создавалась уже с осознанием того, что это будет последняя серия для Fox, а планов по перекупке мультфильма другими телесетями тогда ещё не было. Поэтому в нём и разрешаются многие противоречия сюжета, однако не настолько, чтобы не допустить продолжения.
После завершения в августе 2003 года работ над сериалом было много разговоров о продолжении. Первым реальным упоминанием о переговорах канала Fox было опубликовано 4 января 2006 года в журнале «Variety», где сообщалось, что идут консультации о возможности возобновлении сериала, действие которого происходит в следующем тысячелетии, — примерно так, как это было с «Гриффинами» («Family Guy»), вернувшемуся к жизни после завершения. Уже 19 января 2006 года один из актёров сериала, Билли Уэст, опубликовал информацию о заключении сделки на создание четырёх полнометражных мультфильмов для выпуска на DVD. Позже права на сериал были проданы каналом Fox, и новым собственником стал Comedy Central. Тогда же стало известно, что всего планируется снять 4 полнометражных мультфильма. 12 декабря 2006 года информация была подтверждена Дэвидом Коэном в интервью журналу «ToyFare», где сообщалась первая информация о подробностях новых серий телесериала Футурама. 28 июля 2007 года на выставке ComicCon были показаны первые кадры телесериала, а также рекламный трейлер.
В настоящее время выпущены четыре полнометражных мультфильма:
1. «Футурама: Большой куш Бендера» (англ. «Futurama: Bender’s Big Score») — 27 ноября 2007
2. «Футурама: Зверь с миллиардом спин» («Futurama: The Beast with a Billion Backs») — 24 июня 2008
3. «Футурама: Игра Бендера» («Futurama: Bender’s Game») — 3 ноября 2008
4. «Футурама: В дикие зелёные дали» («Futurama: Into the Wild Green Yonder») — 23 февраля 2009

6-й производственный сезон, состоящий из 26 серий, начался 24 июня 2010 года в 22:00 на канале Comedy Central. Первый эпизод носит название Возрождение (Rebirth). Руководство FOX TV заявило следующее: «Когда несколько лет назад мы возродили Family Guy, все говорили, что это — уникальный случай, который больше никогда не повторится. Но Futurama — ещё один пример шоу, возрождения которого яро требовали фанаты. И мы счастливы, что Мэтт Грейнинг и Дэвид Коэн согласились, что в этой вселенной у них осталось ещё много нерассказанных историй». Мэтт добавил: «Как же здорово, что „Футурама“ вернулась. Осталось продержаться 25766 серий, и мы нагоним Фрая с Бендером в 3000 году!»
Шестой сезон разбит на две части, причём серия The Futurama Holiday Spectacular была показана отдельно, в конце 2010 года, а остальные 13 — уже в 2011 году.

## Комиксы
В ноябре 2000 года компания Bongo Comics опубликовала первый выпуск «Futurama Comics» в США. Над серией комиксов работал Билл Моррисон в качестве креативного директора и Натан Кейн в качестве арт-директора, оба из них работали над Simpsons Comics, выполняя такие же задачи. Кроме того, было опубликовано три выпуска в Норвегии (на всех языках были одни и те же сюжеты). Комиксы также были опубликованы в Великобритании, Ирландии, Австралии и Германии. Хотя действие комиксов и разворачивалось во вселенной Футурамы, сюжеты комиксов не влияли на сценарий телесериала и существовали самостоятельно. Выпуск серии комиксов был прекращён 20 февраля 2017 года.

## Пересечения с другими мультсериалами Грейнинга
«Симпсоны»
В звуковом комментарии к DVD Мэтт Грейнинг объясняет, что было намерение сделать «Симпсонов» телевизионным шоу в мире «Футурамы» и наоборот — «Футурама» должна была стать телешоу в мире «Симпсонов».
Однако полноценным кроссовером двух сериалов стал 6-й эпизод 26-го сезона «Симпсонов» под названием Simpsorama, вышедший 9 ноября 2014 года.
«Разочарование»
В эпизоде «Падение Дримленда», когда Люци использует хрустальный шар, чтобы показать королю Зогу моменты из прошлого, можно заметить как на мгновение в комнате появляются Филип, Бендер и профессор Фарнсворт в машине времени. Этот момент является прямой отсылкой на эпизод «Опаздывающий Филип Дж. Фрай», в котором троица путешествует во времени, с помощью машины, перемещающейся только в будущее, и наблюдает за концом и возрождением вселенной, так как время оказывается цикличным. Этот момент означает, что события обоих мультсериалов разворачиваются в одной вселенной, и что персонажи «Футурамы» проходили через Дримленд, когда пытались вернуться в своё время.
В эпизоде «Электрическая принцесса» Бин пытается найти в Стимленде бульвар Фарнсворта.
В эпизоде «Лестница в Ад» король Зог (которого озвучивает Джон Ди Маджо) произносит фразу «Bite my shiny metal axe», что является прямой отсылкой к герою Футурамы Бендеру (которого также озвучивает Джон Ди Маджо) и его знаменитой фразе «Bite my shiny metal ass». Также в эпизоде «В её личном письме» Зог произносит ещё одну крылатую фразу Бендера «Let’s go already!»

## Награды
В январе 2009 сайт IGN поместил «Футураму» на восьмое место в списке «Сто лучших анимационных телевизионных сериалов».
В 2010 году San Diego Comic-Con International и Guinness World Records отметили «Футураму» как анимационный сериал, наиболее признанный критиками.
Премия «Энни»:
- «За выдающиеся индивидуальные достижения в режиссуре анимационной телевизионной программы» 2000 — Брайан Шизли за серию «Why Must I Be a Crustacean in Love?»[37].
- «За выдающиеся индивидуальные достижения в озвучивании анимационной телевизионной программы (мужчины)» 2001 — Джон Ди Маджо за роль Бендера в серии «Bendless Love»[38].
- «За выдающиеся индивидуальные достижения в написании сценария анимационной телевизионной программы» 2001 — Рон Вайнер за серию «The Luck of the Fryrish»[38].
- «За выдающуюся режиссуру анимационной телевизионной программы» 2002 — Дело Мур за серию «Roswell That Ends Well»[39].
- «Лучшая домашняя развлекательная программа» 2008 — «Bender's Big Score»[40].
- «Лучшая домашняя развлекательная программа» 2009 — «The Beast with a Billion Backs»[41].
- «Лучшая домашняя развлекательная программа» 2010 — «Into the Wild Green Yonder»[42].

Премия «Эмми»:
- «За выдающиеся индивидуальные достижения в анимации» 2000 — Бари Кумар (колорист) за серию «A Bicyclops Built for Two»[43].
- «За выдающиеся индивидуальные достижения в анимации» 2001 — Родни Клауден (художник) за серию «Parasites Lost»[44].
- «Выдающаяся анимационная программа» 2002 — «Roswell That Ends Well»[45].
- «Выдающаяся анимационная программа» 2011 — «The Late Philip J. Fry»[46].
- «За выдающуюся озвучку» 2011 — Морис ЛаМарш в роли Лррр и Орсона Уэллеса в серии «Lrrreconcilable Ndndifferences»[47].
- «За выдающуюся озвучку» 2012 — Морис ЛаМарш в роли Клешней, Донбота, Гипер-Цыпленка, Калькулона, Робота-гедониста и Морбо в серии «The Silence of the Clamps»[48].

Премия «Environmental Media»:
- «Комедия — Телевизионный сериал» 2000 — «The Problem with Popplers»[49].
- «Комедия — Телевизионный сериал» 2011 — «The Futurama Holiday Spectacular»[50].

Премия Гильдии писателей США:
- «Анимация» 2003 — Кен Килер за серию «Godfellas»[51].
- «Анимация» 2011 — Кен Килер за серию «The Prisoner of Benda». Для этого эпизода Кен Килер, математик и доктор философии, написал «Теорему Футурамы», также известную как «Теорема Килера»[51].

## Номинации
Премия «Энни»:
- «Выдающееся достижение в создании анимационной телевизионной программы» 1999 — «Футурама». The Curiosity Company в сотрудничестве с 20th Century Fox Television[52].
- «Выдающееся индивидуальное достижение в написании сценария анимационной телевизионной программы» 1999 — Кен Килер за серию «The Series Has Landed»[52].
- «Выдающееся достижение в создании анимационной программы прайм-тайм класса» 2000 — «Футурама». The Curiosity Company в сотрудничестве с 20th Century Fox Television[37].
- «Выдающееся индивидуальное достижение в режиссуре анимационной телевизионной программы» 2000 — Сьюзен Диттер за серию «A Bicyclops Built for Two»[37].
- «Выдающееся достижение в создании анимационной программы прайм-тайм класса» 2001 — «Футурама». The Curiosity Company в сотрудничестве с 20th Century Fox Television[38].
- «Выдающееся достижение в создании анимационной телевизионной программы» 2002 — «Футурама». The Curiosity Company в сотрудничестве с 20th Century Fox Television[39].
- «Выдающееся музыкальное оформление анимационной телевизионной программы» 2003 — Кен Килер за серию «The Devil's Hands Are Idle Playthings»[53].
- «Выдающийся сценарий анимационной телевизионной программы» 2003 — Патрик Веррон за серию «The Sting»[53].
- «Выдающийся сценарий анимационной телевизионной программы» 2011 — Майкл Роу, «Футурама». The Curiosity Company в сотрудничестве с 20th Century Fox Television[54].
- «Выдающийся сценарий анимационной телевизионной программы» 2013 — Эрик Хорстед за серию «The Bots and the Bees»[55].

Премия «Эмми»:
- «Выдающаяся анимационная программа» 1999 — «A Big Piece of Garbage»[56].
- «Выдающаяся анимационная программа» 2001 — «Amazon Women in the Mood»[57].
- «Выдающаяся анимационная программа» 2003 — «Jurassic Bark»[58].
- «Выдающаяся анимационная программа» 2004 — «The Sting»[59].
- «Выдающиеся музыка и слова песни» 2004 — Песня «I Want My Hands Back» в серии «The Devil's Hands Are Idle Playthings»[60].
- «Выдающаяся анимационная программа» 2012 — «The Tip of the Zoidberg»[61].

Премия «Небьюла»:
- «Лучший сценарий» 2003 — Дэвид А. Гудмен за серию «Where No Fan Has Gone Before»[62].

Премия Гильдии писателей США:
- «Анимация» 2004 — Патрик Веррон за серию «The Sting»[63].
- «Анимация» 2011 — Патрик Веррон за серию «Lrrreconciable Ndndifferences»[64].